# Piekarnik

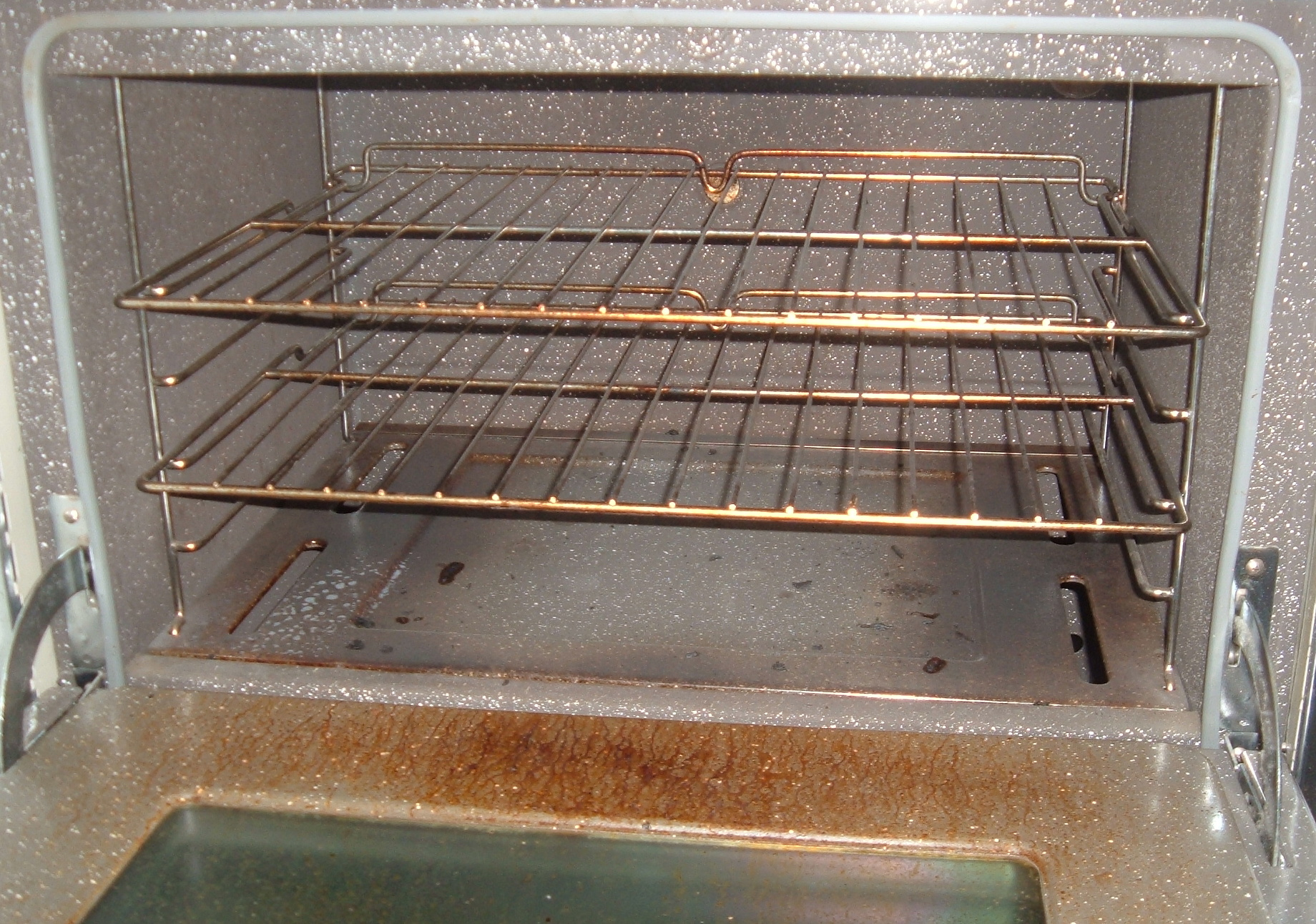
Piekarnik

Piekarnik – urządzenie kuchenne służące do pieczenia lub podpiekania potraw. Obecnie produkowane są także mini piekarniki, które posiadają ograniczoną funkcjonalność, ale nadają się do małych kuchni w formie piekarników do zabudowy lub jako piekarniki przenośne.